# Nonagria nexa
Nonagria nexa är en fjärilsart som beskrevs av Jacob Hübner 1808. Nonagria nexa ingår i släktet Nonagria och familjen nattflyn. Inga underarter finns listade i Catalogue of Life.